# Август фон Петтенкофен
Август фон Петтенкофен (1822—1889) — австрійський жанровий живописець, представник віденського бідермаєру.